# NGC 4502
NGC 4502 (również PGC 41531 lub UGC 7677) – galaktyka spiralna z poprzeczką (SBc), znajdująca się w gwiazdozbiorze Warkocza Bereniki. Odkrył ją William Herschel 21 marca 1784 roku. Należy do Gromady w Pannie.